# سوبر جونيور هابي
سوبر جونيور-هابي ويشار ِإليها أيضا بسوجو هابي(بالإنجليزية: suju-happy)أو sj-happy هي رابع فرقة فرعية رسمية لفرقة الآيدول الكورية سوبر جونيور. تضم الفرقة ستة أعضاء من أعضاء الفرقة الأصلية الثلاثة عشر، وهم: لي توك (القائد),يي سونغ، كانغ إن، شن دونغ، سونغ من، إن هيوك.

## تاريخ الفرقة
سبق ظهور سوجو هابي عام 2008 ظهور ثلاث فرق فرعية لسوبر جونيور، ضمت كل فرقة عددا من أعضاء سوبر جونيور، وهذه الفرق الثلاث هي: سوبر جونيور K.R.Y , سوبر جونيور T , سوبر جونيور M (مع إضافة عضوين من خارج أعضاء الفرقة الأصلية الثلاثة عشر).
سوبر جونيور هابي تتكون من نفس أعضاء سوبر جونيور T مع استبدال هيتشول بيي سونغ.

### الظهور الأول الغير الرسمي
كان لسوبر جونيور هابي ظهور أول غير رسمي بتاريخ 3 مايو في حفلة باور كونسيرت Power Concert دون التعريف عن أنفسهم كفرقة فرعية، حيث قاموا بأداء أغنيتين الأولى تم عرضها على التلفاز أما الثانية فلا: الأغنية الأولى أداها أعضاء الفرقة الفرعية الستة وهي مرآة Mirror أو بالكورية (Goul) وهي أغنية من الألبوم الثاني لسوبر جونيور، الأغنية الثانية أداها أعضاء الفرقة ماعدا يي سونغ وهي الأغنية الرئيسية لسوبر جونيور T روكوغو Rokkugo وقد قاموا بأداء الأغنيتين مرتدين بدلات سوداء.

### الظهور الأول الرسمي
بتاريخ 30 مايو 2008 , أعلنت شركة إس إم إنترتينمينت رسميا عن ظهور الفرقة الفرعة الرابعة من خلال newsen , بتاريخ 5 يونيو 2008 تم إصدار الألبوم المصغر الأول للفرقة (cooking?cooking بعد ذلك وفي نفس اليوم تم إصدار الفيديو كليب لأغنيتهم الأولى «Cooking? Cooking!». يوم 7يونيو 2008 , كان الظهور الأول الرسمي لسوبر جونيور هابي حيث أدوا أغنيتهم الأولى ‍‍‍COOKING?COOKING في دريم كونسيرت لعام 2008 Dream Concert .
استمرت سوجو هابي بأداء وترويج أغنيتهم الأولى «Cooking? Cooking!» لمدة شهرين، بعدها قاموا بإصدار الفيديو كليب لأغنيتهم الثانية pajama party بتاريخ 4 أغسطس 2008 وقدموا أول أداء للأغنية في برنامج الأغاني ذات الشعبية على قناة SBS ودام الترويج للأغنية مدة شهر واحد.

## حفل التوقيع
في 6 يونيو 2008 أي في اليوم الذي سبق أول عرض ل «Cooking? Cooking!» أقامت الفرقة حفل توقيع للمعجبين Fansign احتفالا بالنجاح الذي حققه الألبوم في المبيعات.
وقد شهد حفل التوقيع إقبالا شديدا، حيث اصطف المعجبون بالآلاف لشراء التذاكر لحضور حفل التوقيع حتى اكتظت بهم الشوارع.

## مبيعات الألبوم المصغر
احتل الألبوم فور إصداره المركز الأول في قائمة المبيعات حول آسيا.
وقد بلغت المبيعات خلال الأسبوع الأول من الإصدار ما يقارب العشرة آلاف نسخة، وبحسب شركة صناعة الموسيقى في كوريا بلغت مبيعات الألبوم المصغر بحلول نهاية أغسطس 27,122 محتلا بذلك المرتبة الخامسة في الترتيب الشهري للمبيعات.

## نوع الموسيقى المقدمة
موسيقى سوبر جونيور هابي تعتمد على الأسلوب الشائع للموسيقى المعاصرة الراقصة وموسيقى البابل غم بوب (bubblegum pop)
كان غرضهم بشكل أساسي استهداف صناعة الموسيقى بأغانيهم الممتعة والحيوية وذلك في وقت الصيف. ومنح معجبيهم مشاعر البهجة والسعادة.
فأغيتهم الأولى (cooking cooking) هي أغنية راقصة إيقاعها منعش وكلماتها ظريفة وتحمل قصة مشوقة.

## البرامج
| التاريخ                     | الاسم                                                  | ملاحظات                                        |
| 10 يوليو 2008–9 أكتوبر 2008 | برنامج فرق الآيدول الموسم الأول MBC Idol Show Season 1 | مع مقدمين آخرين هما غو يونغ-ووك وكيم سانغ-هيوك |

## الروابط الخارجية
- سوبر جونيور هابي على موقع ميوزك برينز (الإنجليزية)
- سوبر جونيور هابي على موقع ديسكوغز (الإنجليزية)

- الموقع الرسمي لإس إم إنترتينمنت
- الموقع الرسمي لسوبر جونيور هابي
- موقع سوبر جونيور الرسمي نسخة محفوظة 28 فبراير 2009 على موقع واي باك مشين.